# 金棗芋螺
金棗芋螺（学名：Conus floccatus）为芋螺科芋螺屬下的一个种。